# Al-Minaa Olympic Stadium
Das Al-Minaa Olympic Stadium (arabisch ملعب الميناء الاولمبي) ist ein Fußballstadion in der irakischen Stadt Basra. Es ist die Heimspielstätte des Fußballvereins Al-Mina'a SC, womit die alte Heimat, das Al Mina'a Stadium, ersetzt wurde. Die Anlage, nahe dem Fluss Schatt al-Arab, hat Platz für bis zu 30.000 Zuschauer und wurde am 26. Dezember 2022 eröffnet. Für den Entwurf zeichnen die Büros 360 Architecture und HOK verantwortlich. Es war Austragungsort von sieben Spielen des Golfpokals 2023.